# Enrique Peñaranda del Castillo

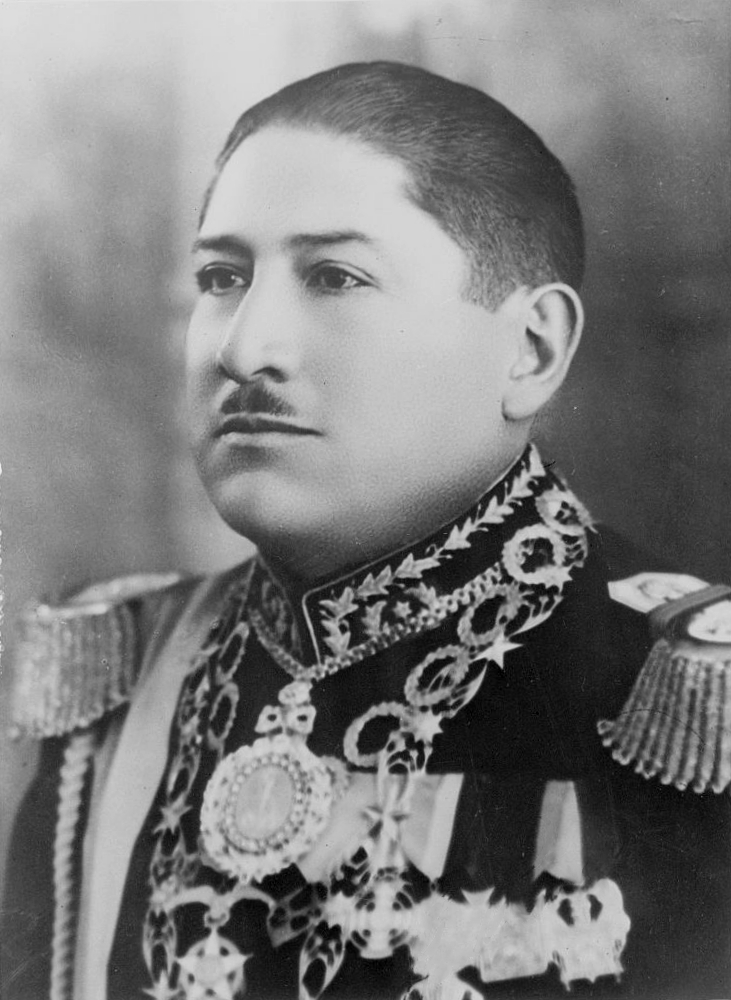
Enrique Peñaranda del Castillo

Enrique Peñaranda del Castillo (* 15. November 1892 in La Paz; † 22. Dezember 1969 in Madrid, Spanien) war bolivianischer General.
Daniel Salamanca Urey ließ im Dezember 1933 Hans Kundt durch Enrique Peñaranda del Castillo als Oberbefehlshaber der Streitkräfte Boliviens im Chacokrieg ablösen. 
Beim El corralito de Villamontes, am 27. November 1934 wollte Daniel Salamanca Urey den Generalstab ablösen lassen. Der Generalstab unter der Leitung von Enrique Peñaranda del Castillo war schneller und ließ Daniel Salamanca Urey durch den Vizepräsidenten José Luis Tejada Sorzano ablösen.
Enrique Peñaranda del Castillo war von 1940 bis zum Putsch durch General Gualberto Villarroel López 1943 Präsident der Republik Bolivien.
| Vorgänger                  | Amt                              | Nachfolger                 |
| -------------------------- | -------------------------------- | -------------------------- |
| Carlos Quintanilla Quiroga | Präsident von Bolivien 1940–1943 | Gualberto Villarroel López |

| Personendaten    | Personendaten                                              |
| ---------------- | ---------------------------------------------------------- |
| NAME             | Peñaranda del Castillo, Enrique                            |
| KURZBESCHREIBUNG | bolivianischer General und Präsident der Republik Bolivien |
| GEBURTSDATUM     | 15. November 1892                                          |
| GEBURTSORT       | La Paz                                                     |
| STERBEDATUM      | 22. Dezember 1969                                          |
| STERBEORT        | Madrid                                                     |